# 4047 Chang'E
4047 Chang'E là một tiểu hành tinh vành đai chính bay quanh Mặt Trời với vận tốc quỹ đạo 1548.2718920 ngày (4.24 năm). Nó được phát hiện bởi Đài thiên văn Tử Kim Sơn ở Nam Kinh, Trung Quốc. Nó được phát hiện ngày 8 tháng 10 năm 1964.